# SIG Sauer P365
SIG Sauer P365 — субкомпактний напівавтоматичний пістолет із ударником виробництва SIG Sauer, призначений для щоденного носіння. Постачається із денними/нічними прицілами Tritium XRAY3 і двома магазинами на 10 набоїв; один з приляганням врівень, а інший із подовженим вкладишем для пальця та рамою з нержавіючої сталі з полімерним модулем захоплення. Переважно він призначений для використання з набоями 9×19 мм Парабелум і розрахований на набої +P (вищого тиску) з використанням офсетних подвійних магазинів. Варіант під набій .380 ACP був представлений у лютому 2022 року. Пістолет P365, який замінив P290RS, виробляється в Ньюїнгтоні, штат Нью-Гемпшир, США. І в 2018, і в 2019 роках він був найпродаванішим пістолетом у Сполучених Штатах.

## Особливості
P365 — це пістолет із ударником і короткою віддачею, із затвором із неіржавної сталі, обробленим чорним нітроном, рамою з неіржавної сталі та полімерним модулем руків'я. Затворна рама має зубці спереду та ззаду для зручного маніпулювання затворною рамою. Полімерне руків'я приймає подвійний магазин на 10, 12 або 15 набоїв. Вивільнення магазина здійснюється трикутною кнопкою на руків'ї, яка розташована в підрізаній частині спускової скоби. За заявами SIG Sauer, P365 має найнижче співвідношення осі каналу ствола з усіх пістолетів, що випускаються на сьогодні.
Прицільні пристосування — триточкові нічні приціли із зеленим тритієм, які виготовлені зі сталі і можуть використовуватися для циклічного ковзання, якщо необхідно використовувати одну руку. Прицілювання здійснюється тактичним прицілом. Під стволом розташована фірмова рейка. Червоний і зелений лазери та ліхтарик пропонуються як аксесуари для цієї фірмової рейки. Також доступні адаптери для перетворення фірмової рейки на стандартну для використання зі стандартними аксесуарами для рейки.
Для розбирання не потрібні інструменти та не потрібно натискати на ударно-спусковий механізм. Відповідно до вимог Генерального прокурора штату Массачусетс доступна модель із ручним запобіжником та індикатором заряджання. У травні 2019 року P365-MS, модель з ручним запобіжником, надійшла у продаж.

### Порівняння
Руків'я охоплює блок керування вогнем (FCU) з нержавіючої сталі, подібний до блоку керування вогнем SIG Sauer P320.
Система роботи бійчика майже ідентична до такої системи у пістолета P320. Коротка система блокування віддачі — це система SIG Sauer, створена компанією SIG Sauer у 1975 році за контрактом зі збройними силами Швейцарії, яка тоді називалася Швейцарською промисловою групою (Schweizerische Industrie Gesellschaft, SIG). Система SIG Sauer вдосконалена на базі системи Петтера-Браунінга, яка використовувалася у французькому півстолеті 1935A, на яку SIG отримала ліцензію від SACM у 1937 році та використовувалася в конструкції пістолета SIG P210, але це не та сама система, оскільки вона була значно вдосконалена.
Порівняно з SIG Sauer P290, P365 трохи більший і потребує мешого зусилля для спускового гачка — від 2,5 до 3,0 кгс (24-29 Н) порівняно з 4,0 кгс (40 Н) у P290. P290RS має можливість повторного удару, але також має довгий натиск на ударно-спусковий механізм подвійної дії. Система розбирання подібна до системи у P320, оскільки важіль повертається вниз із заблокованим затвором, щоб звільнити затвор із рами.
P365 із додатковим магазином на 15 набоїв на 12 мм вищий за Glock 19 зі стандартним магазином на 15 набоїв.

## Варіанти

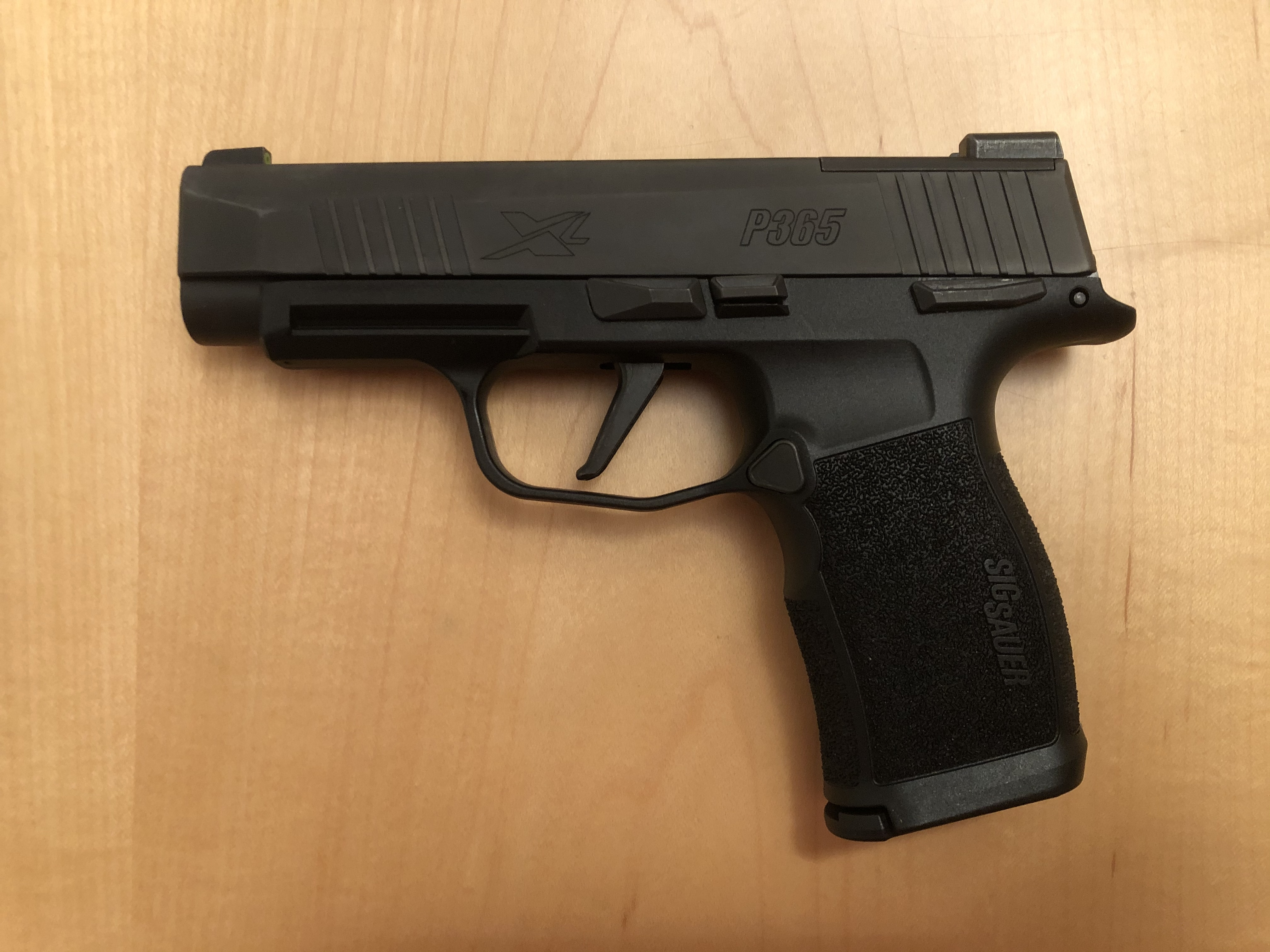
P365 XL з ручним запобіжником і 12-зарядним магазином

### P365 XL
У червні 2019 року був випущений P365 XL. Він використовує той самий блок керування вогнем (FCU), що й P365, але має більший модуль руків'я, магазини на 12 набоїв, плаский спусковий гачок, а також довший затвор і ствол. Цілик на затворі P365 XL є знімним, щоб можна було прикріпити приціл з червоною точкою. Затвори та рами варіантів P365 взаємозамінні; наприклад, довший затвор (і ствол) P365 XL можна використовувати на рамі P365 і навпаки.

### P365 SAS
У жовтні 2019 року була випущена версія SIG Anti-Snag (SAS) P365. Вона вирізняється додатковим портованим стволом і затвором, відсутністю мушки, важелями знімання та фіксації затвора на рамі, а також вбудованим оптоволоконним прицілом ззаду. За винятком невеликого зменшення висоти, варіант SAS має ті самі розміри та вагу, що й оригінальний P365.

### P365X
У 2021 році компанія SIG випустила P365X, який містить багато функцій P365 XL, зокрема плаский спусковий гачок, знімний цілик, який можна замінити оптичним кріпленням, і довше руків'я, яка має магазини на 12 набоїв врівень із руків'ям, але без довшого затвора. На момент випуску він продавався лише з попередньо встановленим прицілом з червоною точкою RomeoZero.

### P365-380
У лютому 2022 року SIG анонсувала варіант під набій .380 ACP, доступний як з ручним запобіжником, так і без нього.

### P365-XMACRO
У 2022 році компанія SIG представила більший варіант P365 під брендом XMACRO на 17 набоїв, висотою 13 см і довжиною 17 см, зберігши довжину ствола 7,9 см.

### Технічні характеристики
| Характеристика      | P365        | P365 SAS    | P365 XMACRO | P365 X      | P365 XL     | P365-380    |
| ------------------- | ----------- | ----------- | ----------- | ----------- | ----------- | ----------- |
| Довжина ствола      | 79 мм       | 79 мм       | 79 мм       | 79 мм       | 94 мм       | 79 мм       |
| Загальна довжина    | 150 мм      | 150 мм      | 170 мм      | 150 мм      | 170 мм      | 150 мм      |
| Загальна ширина     | 25 мм       | 25 мм       | 28 мм       | 28 мм       | 28 мм       | 25 мм       |
| Висота              | 110 мм      | 100 мм      | 132 мм      | 120 мм      | 120 мм      | 110 мм      |
| Вага                | 500 г       | 500 г       | 610 г       | 500 г       | 590 г       | 450 г       |
| Місткість (врівень) | 10+1 набоїв | 10+1 набоїв | 17+1 набоїв | 12+1 набоїв | 12+1 набоїв | 10+1 набоїв |

### P365XL Spectre
Компанія SIG представила фірмові варіанти P365 XL під назвою «Spectre» через SIG Custom Works. Перший P365XL Spectre був представлений у червні 2021 року з потертою обробкою та X-подібним вирізом у верхній частині затвора. У жовтні 2021 року була представлена оновлена версія, у якій додано ствол золотого кольору та скелетонований плаский спусковий гачок. У лютому 2022 року був представлений P365XL Spectre Comp з вбудованим компенсатором; він також має ствол золотого кольору, але його плоский спусковий гачок не скелетований.

## Користувачі
| Країна  | Організація | Модель        |
| ------- | --- | ------------- |
| США     | Поліція штату Індіана, обрано як запасну вогнепальну зброю Департамент поліції Чикаго, P365 і P365 XL були схвалені як допоміжні пістолети Департамент поліції Самтера, Південна Кароліна, обрано SIG Sauer P320 як основну зброю, а також P365 як запасну Департамент поліції округу Паско, штат Флорида, замовила P365 разом із основним пістолетом департаменту P320 Департамент поліції Гейварда, штат Каліфорнія, P365 — дозволена зброя для осіб без однострою та адміністративних посад Департамент поліції Маямі-Біч, у 2021 році P320 було обрано як нову пістолетну зброю департаменту, а P365 — для прихованого носіння та/або адміністративних посад. | P365, P365 XL |
| Україна | У червні 2022 року під час російського вторгнення в Україну начальник Головного управління розвідки Міністерства оборони України Кирило Буданов, відвідуючи Сєвєродонецьк, був озброєний пістолетом SIG Sauer P365 | P365          |

## Виноски
1. ↑  "мушка повністю закриває яблучко мішені."[6]
2. ↑  Ширина P365-380 з ручним запобіжником становить 28 мм.
3. ↑  Місткість виражається як N+1, де N — це місткість магазина, а «+1» означає набій у патроннику.
4. ↑  SIG позначає позиції Custom Works як P365XL Spectre без пробілу перед "XL".